# Василева, Мариана
Мариана Тотева Василева (азерб. Mariana Toteva Vasileva; род. 6 июля 1974, Тырговиште) — азербайджанский (ранее болгарский) тренер по художественной гимнастике, главный тренер сборной Азербайджана по художественной гимнастике (2008—2021), заместитель министра молодёжи и спорта Азербайджана (2021—2025).

## Спортивная карьера
Мариана Василева родилась в городе Тырговиште на северо-западе Болгарии. В юности занималась художественной гимнастикой. Окончила Великотырновский университет.
Карьеру тренера начинала в болгарском спортивном клубе «Левски». Тренировала юниорскую сборную Болгарии. В феврале 2008 года получила приглашение стать тренером сборной Азербайджана по художественной гимнастике. 5 ноября 2008 года назначена её главным тренером.
В 2013 году получила звание заслуженного тренера Азербайджана. В 2015 году, после удачного выступления сборной на I Европейских играх, была удостоена Почётного диплома Президента Азербайджана.
В период тренерства Василевой сборной Азербайджана удалось завоевать призовые места на чемпионатах Европы 2009, 2011, 2013, 2014, 2018 и 2020 годов.
29 ноября 2021 года распоряжением президента Мариана Василева была назначена заместителем министра молодёжи и спорта Азербайджана.
В 2015 году награждена бронзовой медалью Федерации гимнастики Азербайджана.
В декабре 2024 года была отстранена дисциплинарной комиссией Фонда гимнастической этики от любой деятельности связанной с Международной федерации гимнастики сроком на восемь лет. Помимо этого, ей пожизненно запрещёно занимать пост главного тренера в любой федерации, связанной с Международной федерацией гимнастики. Согласно заключению дисциплинарной комиссии, Василева ответственна за различные виды жестокого обращения и физического насилия в отношении спортсменок, за принуждение спортсменок выступать или тренироваться, когда они не в форме, за устные оскорбления и пристыжение спортсменов из-за их веса, за удержание денег и/или вознаграждений спортсменок, за лишение и/или недопущение спортсменок к общению с их семьями и/или другому частному общению путём лишения их доступа к мобильному телефону.
16 января 2025 года Василева была освобождена от должности заместителя министра молодежи и спорта.

## Личная жизнь
Мариана Василева является гражданкой Азербайджана, но сохраняет и болгарское гражданство. Владеет болгарским, азербайджанским и русским языками.
Замужем, имеет двух дочерей: Сияну и Валерию. Сияна Василева выступала за сборную Азербайджана по художественной гимнастике и является самой юной натурализированной спортсменкой в истории страны.